# Illscarlett

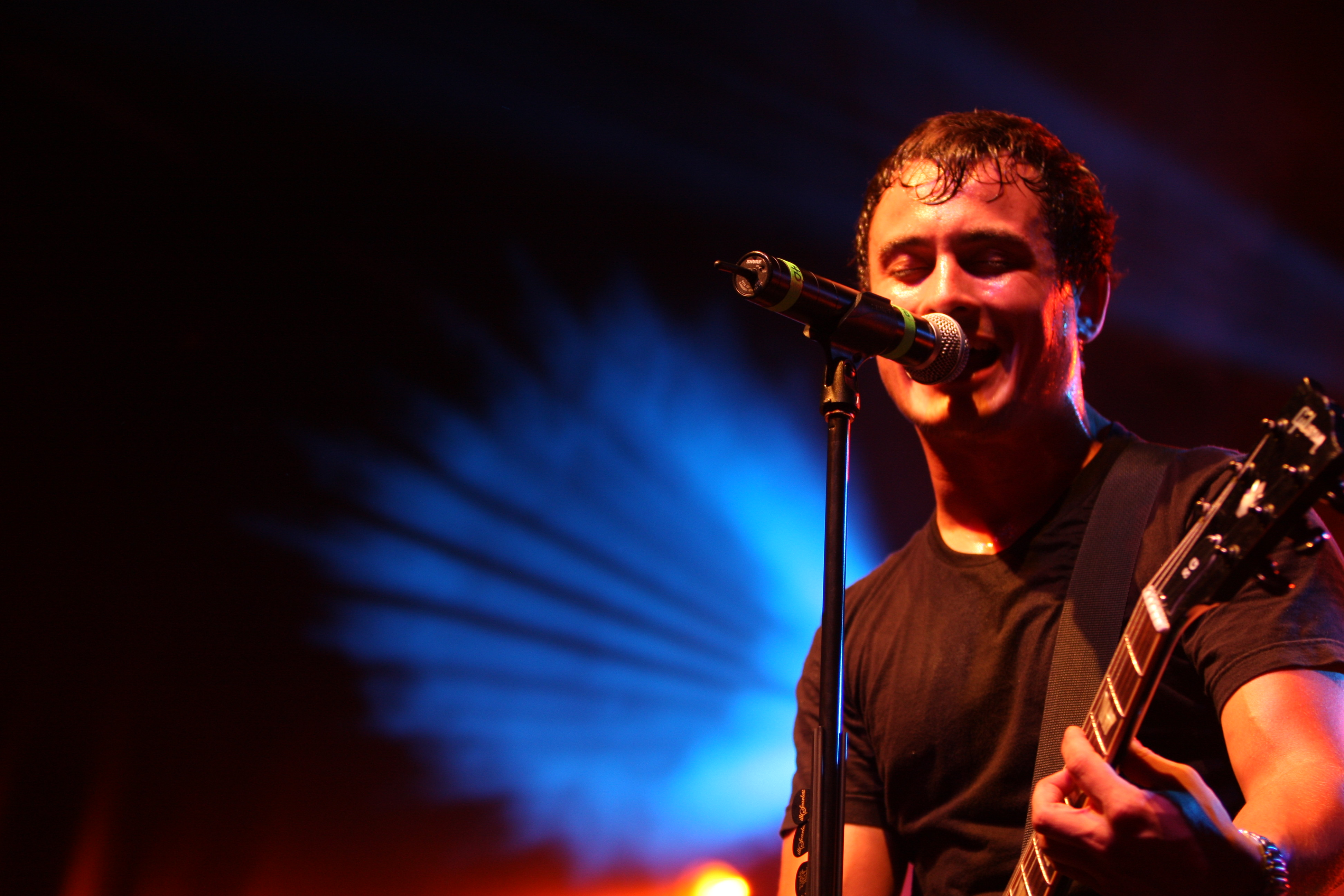
Norman Alex lors d'un concert d'Illscarlett en 2008.

Illscarlett est un groupe de musique canadien formé en 2001. Il est composé de quatre membres originaires de Mississauga (Ontario) : Swavek Piorkowski, Alex Norman, Will Marr, Johnny Doherty.

## Origines
Norman Alex le chanteur et le batteur Swav Pior se sont rencontrés au lycée avec la volonté de devenir des stars du rock, plus tard ils ont rencontré John Doherty (basse) et Will Marr (guitare) ce qui leur a permis d'étoffer leur vision musicale. Porté par la musique d'artistes comme No Doubt, Sublime (groupe) et Goldfinger (groupe), IllScarlett a su trouver sa propre signature.
Grâce aux nouvelles technologies (MySpace, YouTube, etc) ils ont su se faire connaître rapidement et constituer une solide base de fans. L'histoire raconte qu'il y a quelques années, ils se sont retrouvés dans le parking du Warped Tour, ont trafiqué un générateur et ont commencé à jouer devant quelques personnes dans l'espoir de vendre quelques EP. Le fondateur du Warped Tour, Kevin Lymon les a alors repérés et les a invités à jouer en post-show.

## Style de musique
Leur musique est un mélange original de punk rock, ska et dub. On[Qui ?] les associe souvent à No Doubt ou Sublime. Ils sont produits au Canada par Sony BMG.

## Discographie

### Albums Studio
- 2004 : iLLP
- 2006 : Clearly in Another Fine Mess
- 2007 : All Day With It
- 2008 : All Day With It, ultimate collector's edition - Album limité à 5 000 copies comprenant un poster signé, 4 morceaux acoustiques et 2 morceaux inédits.
- 2009 : 1up

### EP
- 2006 : EPdemic

## Notoriété
Leur notoriété reste limitée au Canada. Cependant, les albums All day with It et EPdemic sont déjà importés en France. Le clip de Life of a soldier est disponible sur Itunes, tout comme le morceau The Fashion (Do or Die).
Aux dernières nouvelles[Quand ?] Illscarlett tenterait une percée en Europe, leur album est déjà disponible dans les bacs en Allemagne, mais toujours aucune trace en France…